# Maraucourt
Maraucourt est une localité de Vrigne-aux-Bois et une ancienne commune française, située dans le département des Ardennes en région Grand Est.
Elle est absorbée, en 1829, par la commune de Vrigne-aux-Bois.

## Histoire
Le Dictionnaire universel de la France ancienne & moderne, et de la Nouvelle France, de Claude-Marin Saugrain, en 1726, indique:
« MARAUCOURT, sur les frontières de Champagne, Diocèse de Reims, Parlement de Metz, Intendance de Châlons, Election de Châteauregnault, a 45 habitans. »
Le Dictionnaire géographique, historique et politique des Gaules et de la France, de Louis Alexandre Expilly, en 1764, indique :
« MARAUCOURT, dans le Pays-Messin, diocèse de Rheims, parlement & intendance de Paris, jurisdiction de Châteauregnault, subdélégation & recette de Sédan. On n'y compte que 9. feux , & ce n'est qu'un simple hameau dépendant du village de Vrignes-aux-Bois, à la droite de la Meuse, à une lieue & demie de Sédan, & 3. & demie de Châteauregnault. »
Le Dictionnaire universel, géographique, statistique, historique et politique de la France de Louis Marie Prudhomme, en 1804
, indique: 
« Maraucourt, v. (Ardennes) , arr. et cant. nord de Sedan, à 6 k. (1 l. ½ ) de cette ville, 10 kilom. (2 l. ½) de Charleville. Pop. 28. Bur. de poste de Sedan. »
Elle est absorbée, en 1829, par la commune de Vrigne-aux-Bois.

## Administration
| Période                                  | Période | Identité | Étiquette | Qualité |
| ---------------------------------------- | ------- | -------- | --------- | ------- |
|                                          |         |          |           |         |
| Les données manquantes sont à compléter. |         |          |           |         |

## Démographie
| 1793 | 1800 | 1806 | 1821 |
| ---- | ---- | ---- | ---- |
| 28   | 33   | 38   | 33   |

Histogramme

(élaboration graphique par Wikipédia)